# 布萊克斯維爾 (喬治亞州)
布萊克斯維爾（英語：Blacksville）是位於美國喬治亞州亨利縣的一個非建制地區。該地的面積和人口皆未知。

## 地理
布萊克斯維爾的座標為33°25′18″N 84°09′03″W / 33.42167°N 84.15083°W，而該地的平均海拔高度為270米（即886英尺）。